# Partyjne cykle koniunkturalne
Zasugerowano, aby zintegrować ten artykuł z artykułem Polityczny cykl koniunkturalny. Nie opisano powodu propozycji integracji.
Partyjne cykle koniunkturalne (ang. partisan business cycles) – cykle koniunkturalne spowodowane kolejnym obejmowaniem władzy przez partie reprezentujące różne priorytety celów i preferujące różne rodzaje polityki gospodarczej. 
Partia polityczna będąca u władzy zajmuje się jedynie takim prowadzeniem polityki, która pozwoli jej zwiększyć szanse na ponowne zwycięstwo w wyborach. Innymi słowy, zwycięska partia chroni interesy tych, którzy ją wybrali. Najważniejsze jest zatem zastanowienie się nad wynikiem wyborów. Dlatego też dużą rolę odgrywa tu twierdzenie o medianowym wyborcy, które umożliwia realizację dwóch różnych strategii. Pierwsza strategia opiera się na środkowym wyborcy. Wtedy nie da się odróżnić partii politycznych, co nie zgadza się zbytnio z rzeczywistością. Jednak pozwala to zauważyć pewne prawidłowości. Po pierwsze są znane kraje, gdzie występuje system dwupartyjny, w którym partie charakteryzują się podobnymi celami. Po drugie, wybory wygrywane są bardzo małą przewagą głosów. Toteż wybory nie wywołują cykli koniunkturalnych, ponieważ zwycięska partia praktycznie nie różni się od przegranej i każda z nich ma takie same szanse do utworzenia rządu. Druga strategia partii politycznej to skierowanie się na jedną ze stron (lewica albo prawica), ale z równoczesnym staraniem się o środkowego wyborcę. W takim przypadku wybory wywołują partyjne cykle koniunkturalne, ponieważ wybór nowej partii jest równoznaczne z prawie całkowitą zmianą polityki gospodarczej. Przykładowo, lewicowe rządy przeważnie odznaczają się poglądami keynesowskimi, a rządy prawicowe opisuje się jako monetarystyczne, dlatego też gdy lewicowy rząd zastąpi prawicowy, to możemy oczekiwać wzrostu PKB i spadku bezrobocia, kosztem rosnącej inflacji. Natomiast w przypadku odwrotnym wystarczy odwrócić znaki.